# ماهیچه لوله‌ای‌حلقی
ماهیچه لوله‌ای‌حلقی (انگلیسی: Salpingopharyngeus muscle) یک ماهیچه اسکلتی در حلق است که از بخش پایینی غضروف شیپور استاش منشأ گرفته و با ماهیچه کامی‌حلقی و دستهٔ پشتی آن درهم می‌آمیزد. عصب‌گیری آن از عصب واگ از طریق شبکه حلقی عصب واگ صورت می‌گیرد. این ماهیچه در هنگام بلع، حلق و حنجره را بالا می‌برد و دیواره‌های حلق را به سمت خارج و بالا می‌کشد. همچنین دهانهٔ حلقی شیپور استاش را در هنگام بلع باز می‌کند تا فشار میان آن و حلق برابر شود.

## ساختار
ماهیچه لوله‌ای‌حلقی بسیار باریک است و از محل منشأ خود به‌سمت پایین و محل اتصالش درون حلق امتداد می‌یابد.

### منشأ
از بخش تحتانی شیپور استاش در نزدیکی دهانهٔ حلقی آن آغاز می‌شود و برجستگی پشتی توروس توباریوس را ایجاد می‌کند.

### اتصال
در انتها با ماهیچه کامی‌حلقی درهم می‌آمیزد.

### عصب‌گیری
عصب‌گیری حرکتی آن از شبکه حلقی عصب واگ انجام می‌شود.

### خون‌رسانی
از سرخرگ کامی بالارو، سرخرگ کامی بزرگ و شاخه حلقی سرخرگ حلقی بالارو خون‌رسانی می‌شود.

### گونه‌ها
این ماهیچه در حدود ۴۰٪ افراد وجود ندارد و در افراد لاغر شایع‌تر است.

## کارکرد
ماهیچه لوله‌ای‌حلقی هنگام بلع، حلق و حنجره را بالا می‌برد و دیواره‌های حلق را به طرفین می‌کشد. برخلاف بسیاری از ماهیچه‌ها، در هنگام بلع شل می‌شود و در بقیه اوقات منقبض است. همچنین دهانهٔ حلقی شیپور استاش را باز می‌کند تا فشار بین آن و حلق برابر شود.

## تصاویر بیشتر
- کالبدگشایی توروس توباریوس و نمایش ماهیچه لوله‌ای‌حلقی
- کالبدگشایی ماهیچه‌های شیپور استاش و نمایش ماهیچه لوله‌ای‌حلقی